# طرديلن متوسط
طرديلن متوسط (الاسم العلمي:Tordylium intermedium)  هو نوع غير مؤكد من النباتات يتبع جنس الطرديلن من الفصيلة الخيمية.